# Oorlogsmonument Zwevegem

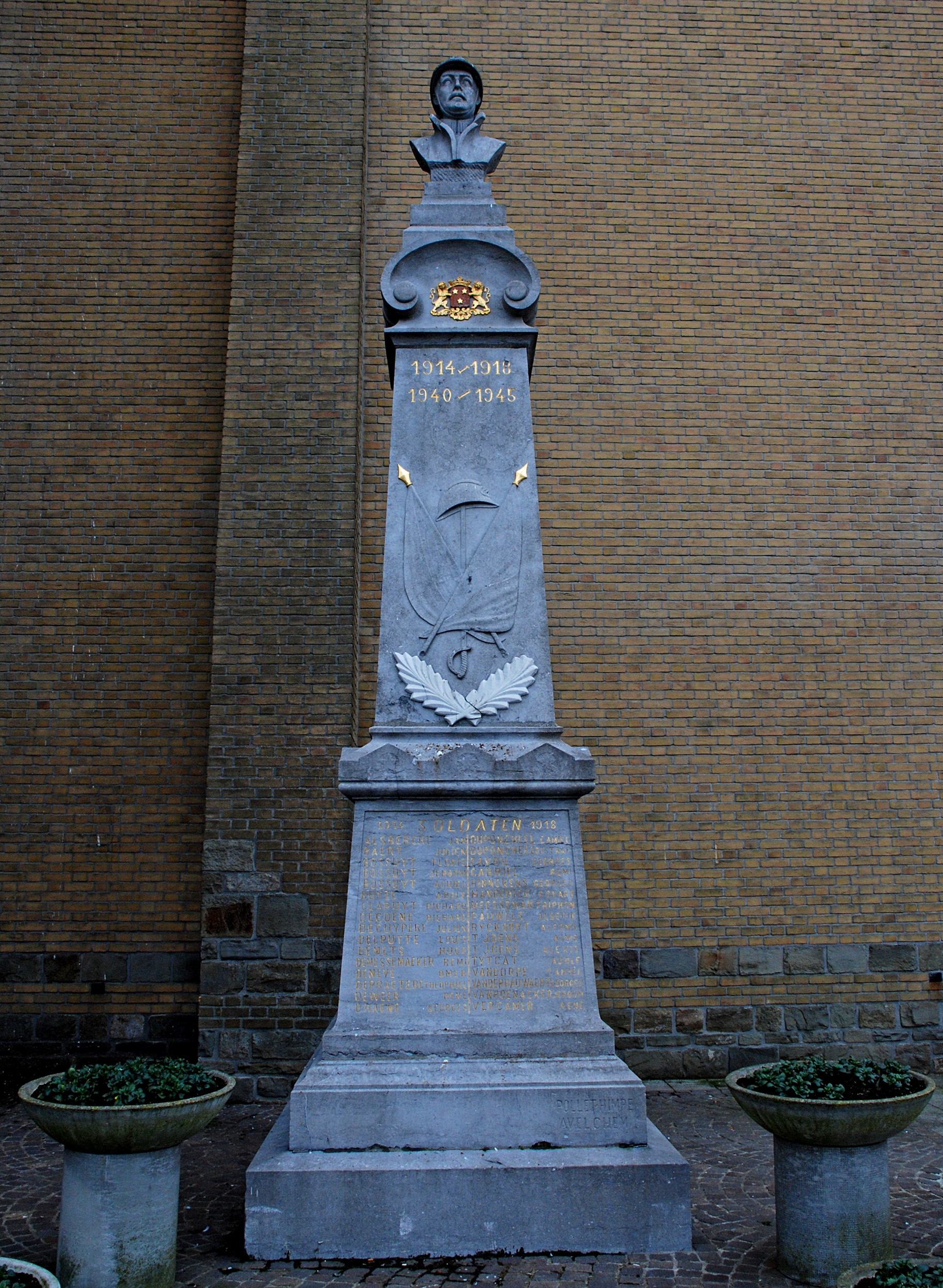
Oorlogsmonument

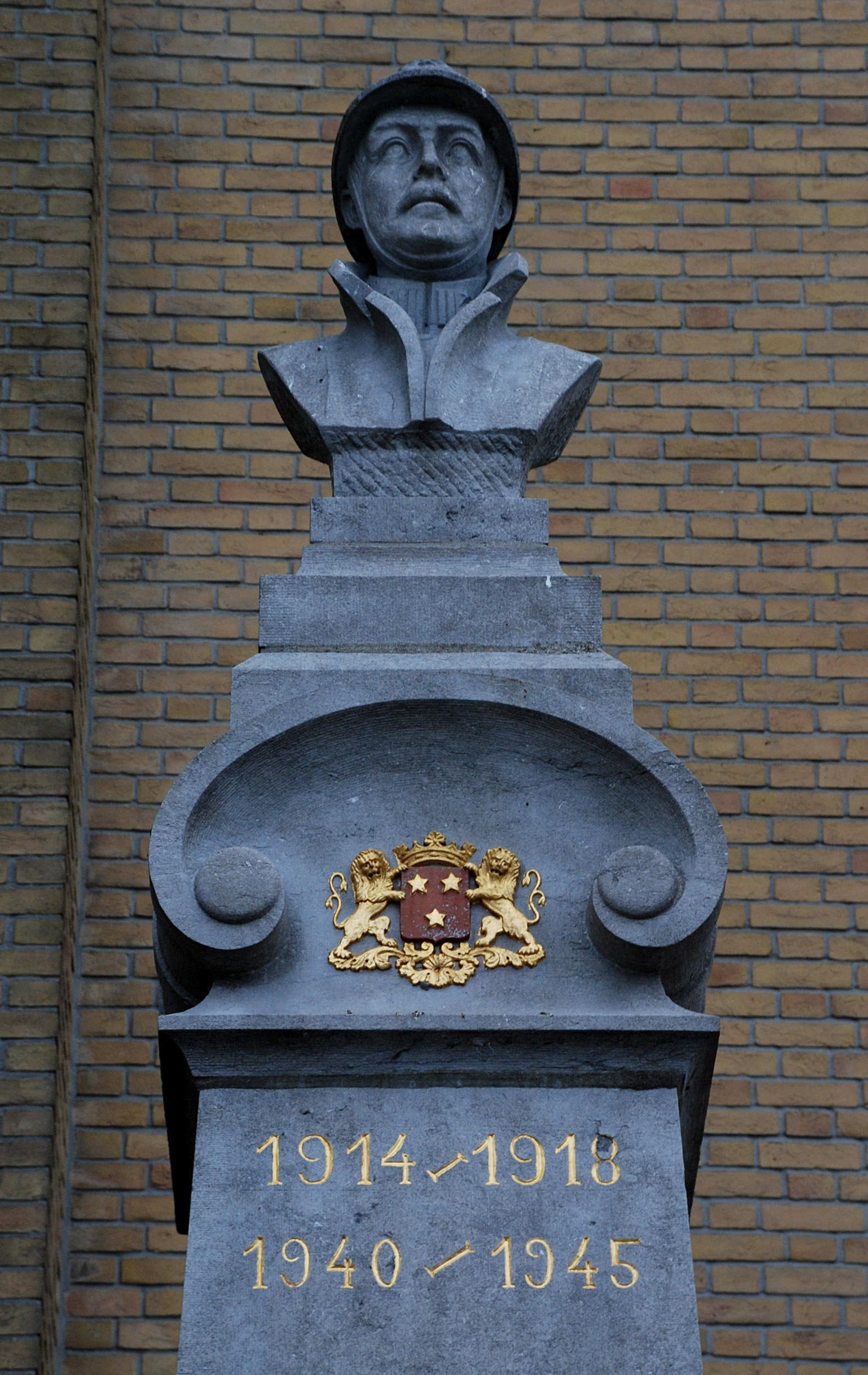
Borstbeeld Koning Albert I

Het Oorlogsmonument in het West-Vlaamse dorp Zwevegem staat voor de militaire en burgerlijke slachtoffers, de vermisten en de politiek gevangenen uit de Eerste en Tweede Wereldoorlog. Het staat naast de Sint-Amanduskerk op het Theophiel Toyeplein. Het monument is gemaakt uit blauwe hardsteen. Het werd in 1920-1921 opgericht in opdracht van het gemeentebestuur. Het ontwerp was van Pollet-Himpe uit Avelgem.

## Ontwerp
Het monument heeft een vierkante sokkel met daarboven een naar boven toe versmallende zuil. Bovenaan staat een borstbeeld van koning Albert I van België. Op het monument staan de namen staan alfabetisch gerangschikt. De tekst bestaat uit uitgehouwen vergulde letters.
Op de zuil staan:
- het wapenschild van Zwevegem
- "1914-1918" en "1940-1945"
- een helm op een zwaard en gekruiste vaandels
- twee gekruiste palmtakken.

Op de sokkel staan
- aan de voorkant "1914 SOLDATEN 1918" en de namen
- aan de rechterkant "1914 ARBEIDERS 1918" en de namen
- aan de achterkant "UIT DE STEEN KLINKT NU DE STEM VAN 'T DANKBAAR SWEVEGHEM", "1914 BURGERLIJKE SLACHTOFFERS 1918" en de namen
- aan de linkerkant "SOLDATEN", "1940-1945", "POLITIEKE GEVANGENE" , "VERMISTEN OP WEG ENGELAND" en de namen.